# 부들레야
부들레야(학명: Buddleja davidii)는 Buddleia davidii라는 이명으로 표기된다. 마전과(Loganiaceae)에 속하며 꽃을 관상하는 식물이다. 널리 관상식물로 재배되는데 다양한 이름을 가진 변종이 재배된다. 자생지는 중국 중부의 Sichuan(四川省)과 Hubei(湖北省) 지역이다. 일본 자생설이 있지만 최근 것은 원예식물의 탈출이라고 보아야 한다.
부들레야는 1898년 RHS의 Award of Merit(AM), 1941년에 Award of Garden Merit(AGM)를 받았다.

## 이름

### 학명
속명 Buddleja, 또는 Buddleia /ˈbʌdliːə/ (역사적으로 Buddlea로도 알려진)는 보통 butterfly bush라고 알려졌는데 아시아, 아프리카 및 아메리카의 특산의 꽃 관상식물로써 100여종 이상으로 구성된다. 잉글랜드의 식물학자이자 에식스 지방의 성공회 교구목사 Adam Buddle(1662–1715)을 기리기 위해 William Houstoun 박사의 제안의 따라 사후에 린네에 의해 붙여졌다. 종명 davidii는 중국에 파견된 바스크 선교사이자 탐험가인 Armand David 신부를 따라 명명되었다. 그는 최초로 부들레야가 관목임을 언급했다. 1887년경 Augustine Henry 박사에 의해 Ichang(宜昌市) 근교에서 발견되었고 St Petersburg로 보내졌다. 다른 식물학자이자 선교사였던 Jean-André Soulié는 프랑스 종묘회사 Vilmorin으로 씨앗을 보냈다. 부들레야는 1890년대에 상업적으로 유통되었다.

### 보통명
한국에서 유통명으로 붓드레아가 사용되나 국가표준식물목록에는 부들레야로 표기된다. 여기서는 후자를 택한다. 영미권에서는 summer lilac, butterfly-bush, or orange eye로 불린다. 자생지 중국에서는 大叶醉鱼草, 일본에서는 フサフジウツギ（房藤空木）라 불린다.

## 형태
부들레야는 아치형으로 왕성하게 자라는 낙엽관목이다. [높이] 보통 2~3m인데 최대 5m까지 성장한다.

### 줄기와 가지
옅은 갈색 껍질은 성장에 따라 깊게 갈라진다. 가지는 단면이 사각형인데, 금방 나온 새싹은 가늘고 짧은 털로 덮여있다.

### 잎
보통 7~13cm정도 자라는데 생육환경에 따라 달라진다. 잎은 마주나고 난상 피침형인데 기부는 둥글거나 좁으며 끝은 뾰족하다. 가장자리에 다수의 잔 거치가 있다. 앞면은 암록색이 나고 어렸을 때 가늘고 부드러운 털이 밀생하다 후에 없어진다. 뒷면은 회백색의 짧은 털이 밀생한다.

### 꽃과 열매
[꽃] 개화기는 6~7월이고 20cm정도의 조밀한 꽃이 정생 원추꽃차례로 작게 무리지어 피는데 끝은 약간 아래로 기울여진다. 꽃은 아래부터 위로 피며 긴 원통형의 꽃통의 길이는 8mm이고 끝은 4갈래로 갈라져 있다. 지름 8mm정도의 꽃이 피는데 꽃색은 보통 보라색인데 담홍색(핑크색), 백색 꽃도 있다. 워낙 향기가 강해 많은 나비를 불러모은다. 꽃은 자웅동주형이 아니라 양성화형인데 가끔 부정확하게 기술된다. 2n=76.
[열매] 결실기가 10월인 과실인데 길이 7.5~9mm, 지름 2~2.5mm의 방추형으로 익으면 끝이 벌어지는데 작은 씨앗이 많이 들어있다.

## 분류

### Leeuwenberg 이후의 부들레야
네덜란드 식물학자 Anthonius Leeuwenberg는 아프리카와 아시아의 부들레야 종의 분류에 관한 그의 1979년판에서, 형태 유사성을 이유로 부들레야의 6가지 변종을 누락시켰다. 그것들이 종의 자연변이 안에 있음을 고려할 때, 변종 취급의 무가치성 때문이다. 중국식물에 추가되었던 Leeuwenberg의 분류는 1996년에 발행되었다. 그러나 전자의 변종의 차이가 여전히 원예학에서 널리 인식되기 때문에 여기서는 분리되는 것으로 처리한다.

| - Buddleja davidii 'Peace' - Buddleja davidii var. alba - Buddleja davidii var. magnifica | - Buddleja davidii var. nanhoensis - Buddleja davidii var. superba | - Buddleja davidii var. veitchiana - Buddleja davidii var. wilsonii |

### 국가표준식물목록
영문판 위키백과에서 꿀풀목 현삼과(Scrophulariaceae)로 분류되지만 국가표준식물목록에서 용담목 마전과(Loganiaceae)로 분류된다. 윤평섭(1989)도 마전과로 분류한다. 여기서는 국가표준식물목록을 따른다. 국가표준식물목록에는 모두 17종이 부들레야속으로 등재되어 있는데 Buddleja davidii Franch.만 부들레야로 국명을 표기하고 나머지 종은 다음처럼 표기한다(2014년 9월 9일 기준).
- Buddleja alternifolia Maxim. 알테르니폴리아 부들레야
- Buddleja davidii 'Ellens Blue' 부들레야 '엘런스 블루'

### 원예적 선택과 관련 교배종
국가표준식물목록과 함께 윤평섭(1998)에는 B. davidii 외 B. davidii 'Purple Prince'와 B. globosa Hope.가 실려있다.

## 재배
부들레야 재배는 관상용으로, 많은 종의 나비에게 밀원으로써 꽃의 가치 때문에 세계적으로 매우 받아들여진다. [배양토] 배수가 잘되는 사질양토가 좋다. [일조/온도] 반그늘 또는 광선 아래에서 잘 자라며 노지에서 월동하고 15~25도에서 잘 생육한다. (자연)종과 재배종이 북쪽이나 산간 기후의 가혹한 바람에서 살아남기 어렵다. 대략 -15에서 -20도 아래의 기온에서 얼어죽기 때문이다. [관수관리] 충분한 관수가 필요하다. [번식] 실생과 녹지삽으로 하며 이식력이 약한 것이 약점이다. [전정관리] 더 어린 나무는 더 화려하기에 서리가 전년의 성장을 죽이지 못한다해도 관목은 보통 봄에 서리가 끝났을 때 강하게 전정되는데 새로운 성장을 촉진하기 위해서다. 소비된 원추꽃차례 꽃의 제거는 자기파종의 골칫거리를 줄이고 더 많은 꽃의 생산을 촉진하기 위해 약속된 것일지 모른다. 이것은 개화시기까지 연장되는데 그렇지 않으면 약 6주간으로 제한된다. 비록 두세번째 홍조된 꽃이 드물게 더 작을지라도 그렇다. 이른 봄철 가지치기가 필수적인 관목이지만 이른 봄에 무리하게 가지치기하면 냉해피해를 입을 수 있으니 주의해야 한다. [기타] 한국에서 3m까지 성장한다. 여름부터 가을까지 꽃을 즐길 수 있다. 정원이 작은데 나무 한그루의 효과를 보고 싶다면 부들레야가 적당하다. 최근 시중에서 보라, 핑크, 흰색 등의 다양한 화색을 가진 부들레야를 구할 수 있다. 이제 한국에서도 부들레야는 정원에 키워 꽃을 즐기는 관상식물이 되었다.
경도: USDA zones 5–9.
[재배종] 정원에서 자라는 많은 B. globosa 및 B. fallowiana와의 교배종뿐만 아니라 거의 180종의 부들레야 재배종이 있다. 많은 이런 재배종은 1.5m이하로 자라는 왜소성을 가지고 있다. 다음의 부들레야 재배종은 2012년에 RHS의 Award of Garden Merit를 받았다.

| - 'Black Knight' - 'Blue Horizon' - 'Camberwell Beauty' | - 'Dartmoor' - 'Darent Valley' - 'Nanho Purple' | - 'Nanho White' - 'Royal Red' - 'White Profusion' |

## 외래종
부들레야는 호주와 중•남부 유럽의 많은 도시에 귀화했는데 정원과 불모지로 퍼져나갈수 있었다. 영국과 뉴질랜드를 포함한 온대기후지역에 속한 많은 국가에서 외래종으로 분류된다. 미국의 경우, 재배지에서 탈출하여 넓게 자리잡았고 오레곤과 워싱턴주에서 유독잡초로 분류된다.

## 사진

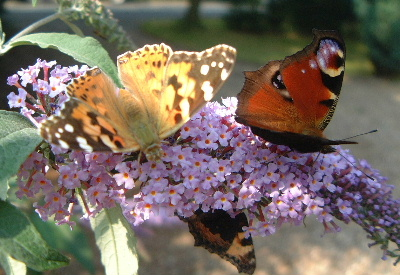
Peacock and (underneath) Small Tortoiseshell butterflies
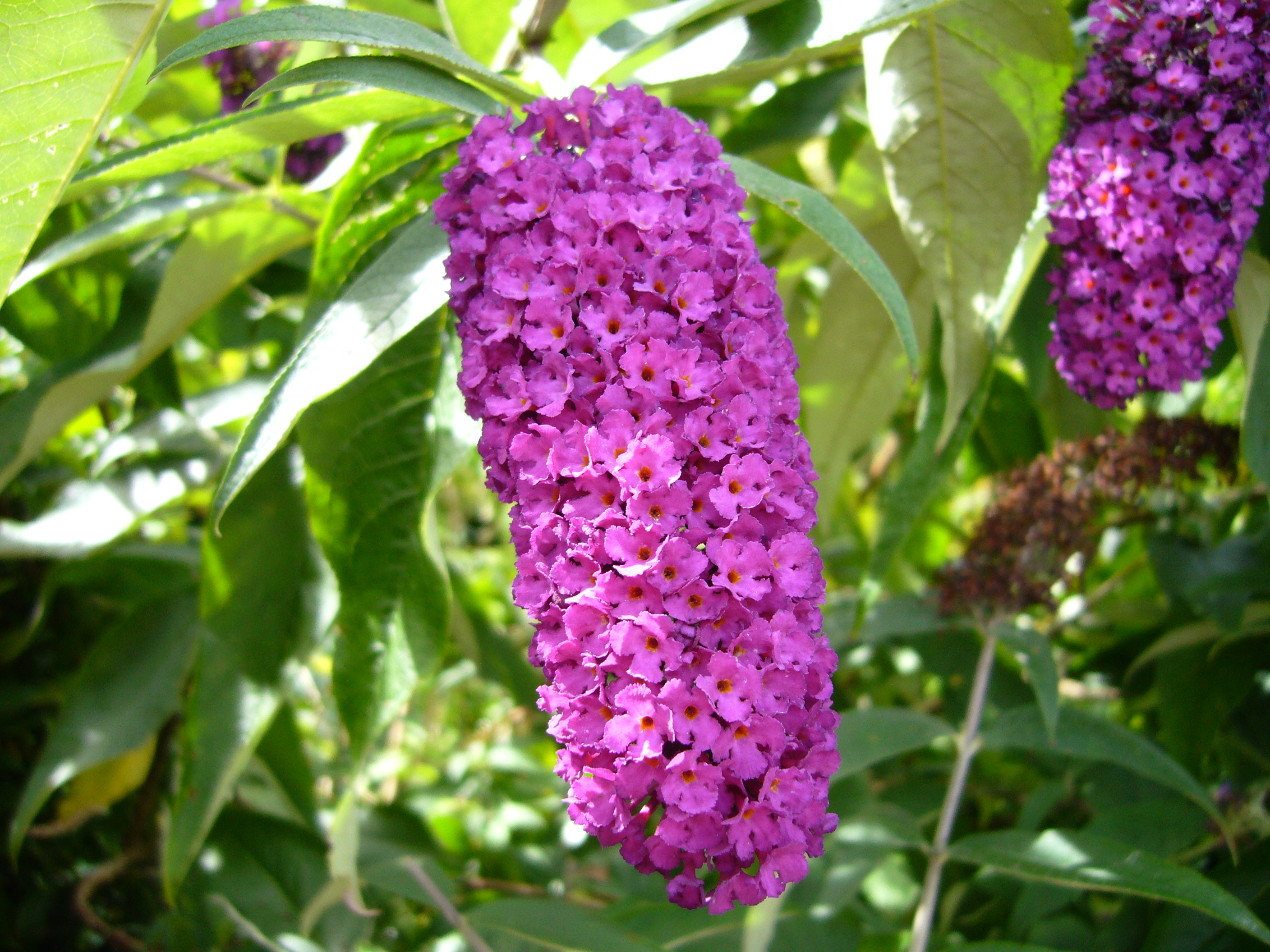
Close-up of purple Buddleja davidii cultivar flowers
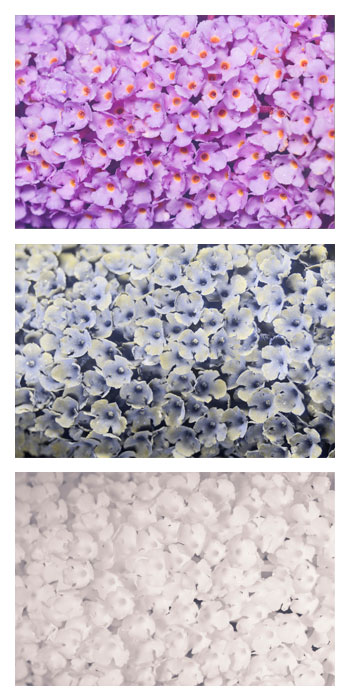
Close-up of purple Buddleja davidii flowers photographed in visible, ultraviolet, and infrared light
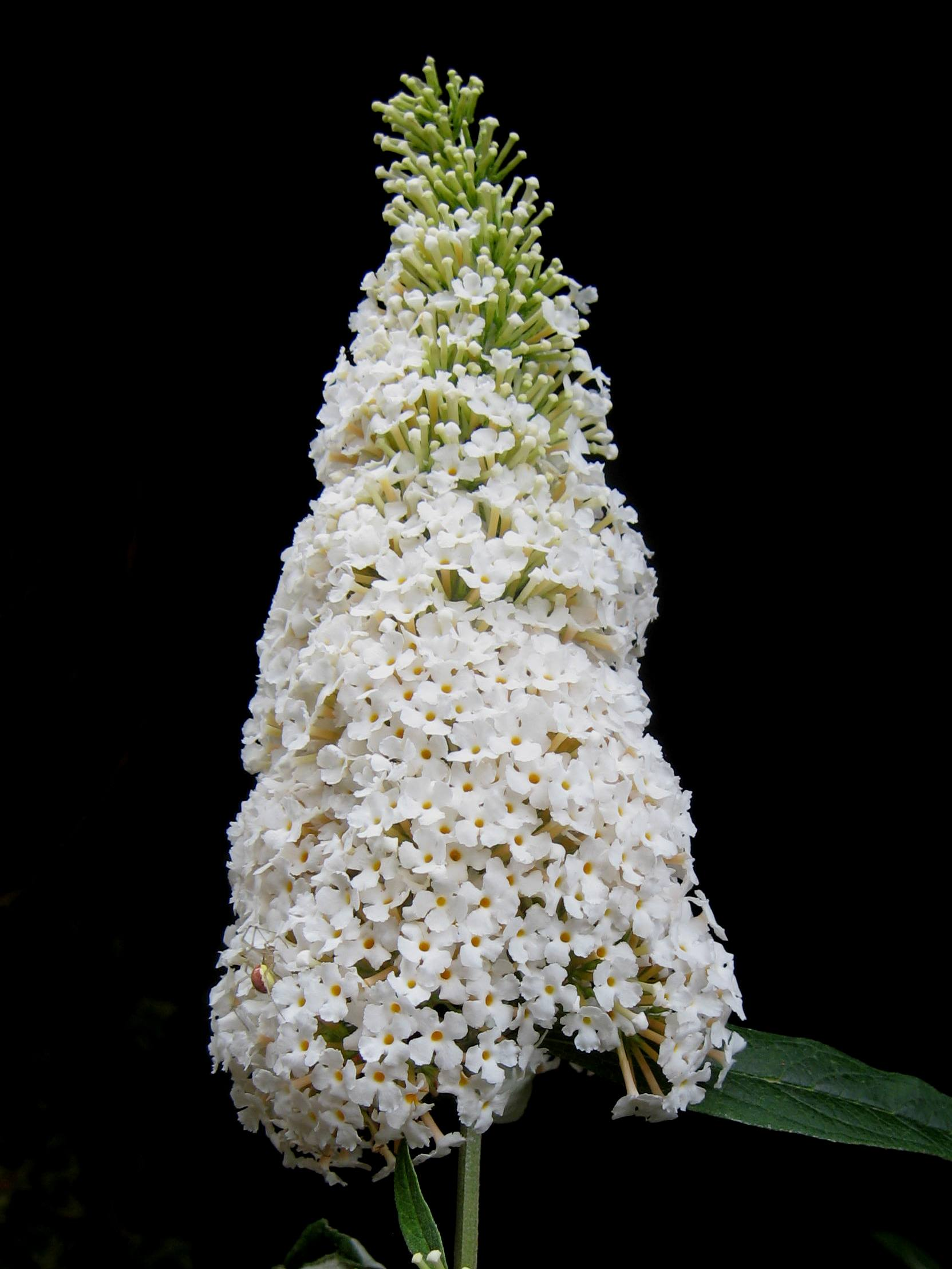
Buddleja davidii 'White Profusion' cultivar flowers
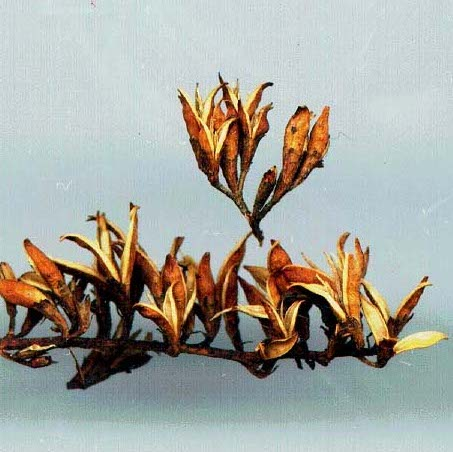
Seed capsules
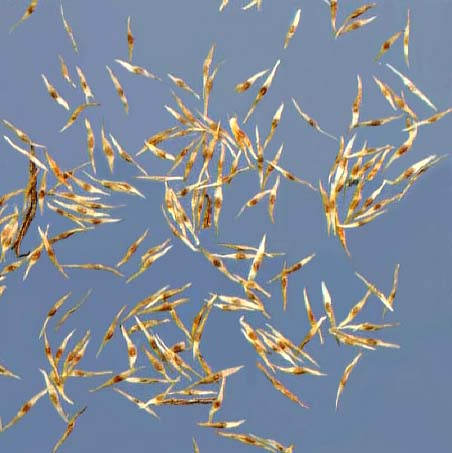
Seeds
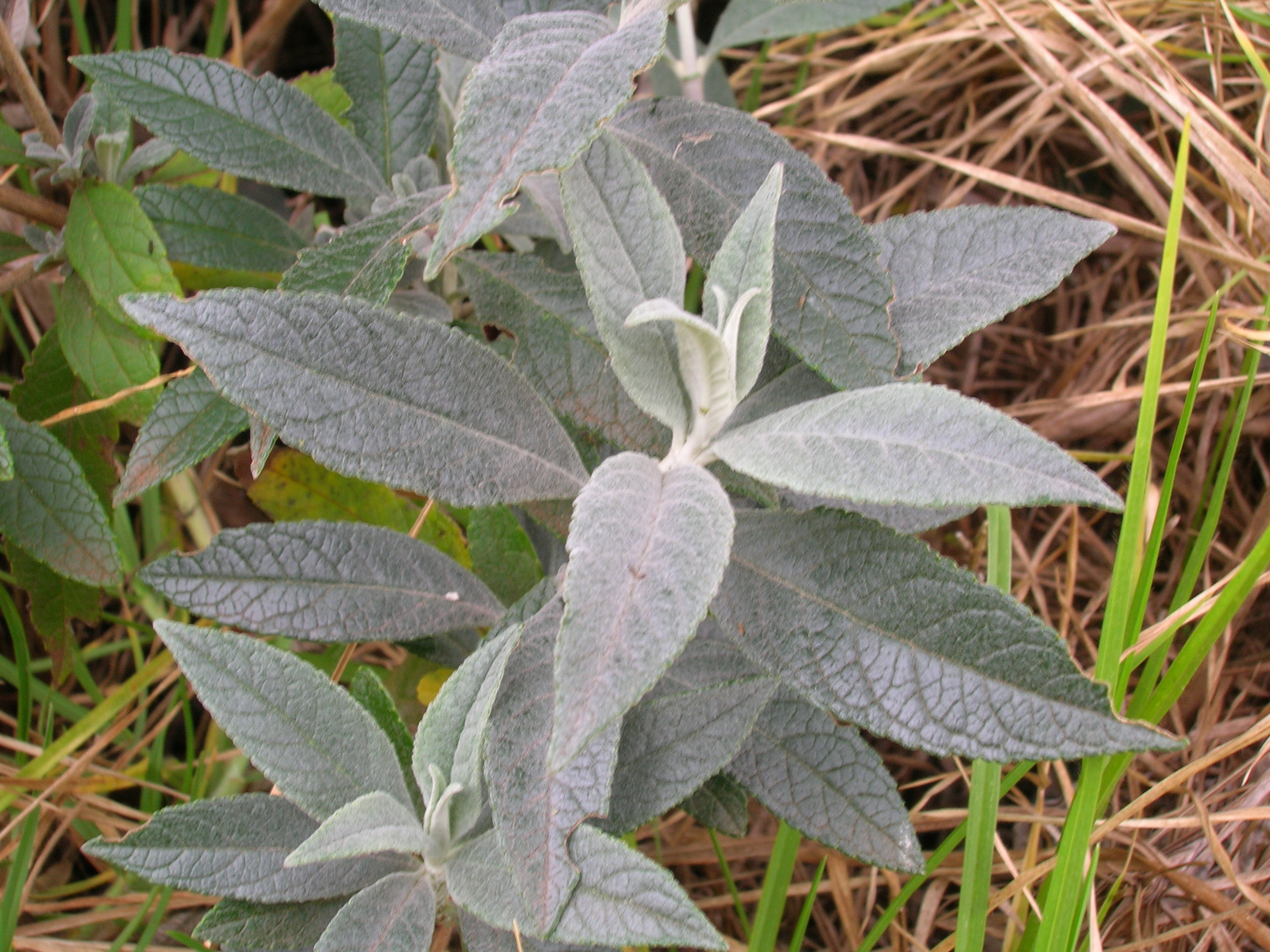
Leaves

## 참고 문헌
단행본
- 윤평섭 (1989년 8월 21일). 《한국원예식물도감》. 지식산업사. 617~618쪽.
- L. H. Bailey (1963). 《the Standard Cyclopedia of Horiticulture》. The Macmillan Company. 585쪽.

정기간행물
- 가든인편집부 (2014년 9월). “〈붓드레아를 아시나요?〉”. 《월간가든인》. Vol.17 No.9 [2014]: 1~3쪽.

논문